# 리그 오브 레전드 EMEA 챔피언십
리그 오브 레전드 EMEA 챔피언십(영어: League of Legends EMEA Championship, LEC)는 라이엇 게임즈가 주최하는 리그 오브 레전드 유럽 지역 e스포츠 대회이다. 2018년까지는 리그 오브 레전드 챔피언십 시리즈였으나 북아메리카와 독립을 하여 지금의 리그로 변경되었다. 10개의 팀이 참가하여 리그전 방식으로 각 팀마다 18경기를 치르고, 스프링 시즌은 플레이오프 방식을 통해 최종 순위를 결정하고, 서머 시즌은 정규 리그 성적으로 최종 성적으로 하고 스프링/서머 시즌 각각 최종 성적을 기준으로 LEC 챔피언십 포인트를 책정하여 합산한 결과로 서머 시즌 플레이오프를 진행하여 리그 오브 레전드 월드 챔피언십에 참가할 팀이 정해진다.
2023시즌을 앞두고 대회 명칭이 리그 오브 레전드 EMEA 챔피언십으로 변경되었다.

## 대회 시스템
대회 시스템은 2020년 기준
- 정규 리그
  - 10개 팀이 참가한다.
  - 각 상대 팀을 두 번씩 만나는 더블 라운드-로빈 방식으로 경기를 치러 순위를 결정한다.
  - 스프링 시즌의 경우, 정규 리그 1위부터 4위까지 플레이오프 상위 1라운드에 진출하며 5위와 6위는 플레이오프 하위 1라운드에 진출한다.
  - 서머 시즌의 경우, LEC 챔피언십 포인트로 플레이오프 참가팀이 정해진다.
    - 스프링 시즌은 플레이오프 성적 기준, 서머 시즌은 정규 리그 성적 기준으로 챔피언십 포인트를 책정한다.
    - 서머 시즌에서 7위 이하를 기록한 팀은 스프링 시즌에서 획득한 챔피언십 포인트와 상관없이 무조건 탈락한다.
    - 챔피언십 포인트 1위부터 4위까지 플레이오프 상위 1라운드에 진출하며 5위와 6위는 플레이오프 하위 1라운드에 진출한다.

- 플레이오프
  - 모든 경기는 5전 3선승제로 진행하며, 변형된 더블 엘리미네이션 방식으로 진행한다.
  - 정규 리그 1위 팀은 3위 팀과 4위 팀 중에서 상대를 선택할 수 있는 어드벤티지를 가진다.
  - 1라운드
    - 상위 1라운드는 1위 vs 지명 받은 3/4위 / 2위 vs 지명 받지 않은 3/4위 간의 경기가 치러진다.
    - 하위 1라운드는 5위 vs 6위 간의 경기가 치러진다.
    - 상위 1라운드에서 패배한 두 팀은 정규 리그 성적으로 하위 2라운드 참가와 3라운드 직행으로 나누어진다.

  - 2라운드
    - 상위 1라운드에서 승리한 두 팀끼리 경기가 치러지며 승리 팀은 결승전에 직행, 패배 팀은 4라운드에 진출한다.
    - 하위 1라운드 승리 팀과 상위 1라운드 패배 팀 중 순위가 낮은 팀과 경기를 치른다.

  - 3라운드
    - 하위 2라운드 승리 팀과 상위 1라은드 패배 팀 중 순위가 높은 팀과 경기를 치른다.

  - 4라운드
    - 3라운드 승리 팀과 상위 2라운드 패배 팀과 경기를 치른다.

  - 결승전
    - 상위 2라운드 승리 팀과 4라운드 승리 팀과 경기를 치른다.

- 국제 대회 관련
  - 스프링 시즌 우승팀은 미드 시즌 인비테이셔널에 참가한다.
  - 서머 시즌 우승팀은 리그 오브 레전드 월드 챔피언십에 참가하게 된다.
  - 스프링/서머 시즌 1~6위팀은 LEC 챔피언십 포인트가 주어진다.

- LEC 챔피언십 포인트

| 순위 | 스프링 시즌 | 서머 시즌 |
| ---- | ----------- | --------- |
| 1    | 90          | 140       |
| 2    | 70          | 100       |
| 3    | 50          | 70        |
| 4    | 30          | 50        |
| 5    | 20          | 30        |
| 6    | 10          | 20        |

## 현재 참가팀
| #  | 팀명          | 비고  |
| -- | ------------- | ----- |
| 1  | 코이          | [ 2 ] |
| 2  | G2 e스포츠    |       |
| 3  | 프나틱        |       |
| 4  | 매드 라이온스 |       |
| 5  | 팀 헤레틱스   | [ 3 ] |
| 6  | 엑셀          |       |
| 6  | 팀 바이탈리티 |       |
| 8  | SK 게이밍     |       |
| 9  | 아스트랄리스  |       |
| 10 | 팀 BDS        |       |

## 역대 대회

### 2013~2022 시즌
| 시즌                                                | 스프링 시즌   | 스프링 시즌                            | 스프링 시즌 | 서머 시즌     | 서머 시즌                            | 서머 시즌 |
| 시즌                                                | 우승팀        | MVP                                    | 포지션      | 우승팀        | MVP                                  | 포지션    |
| --------------------------------------------------- | ------------- | -------------------------------------- | ----------- | ------------- | ------------------------------------ | --------- |
| 리그 오브 레전드 챔피언십 시리즈 EU (2013~2018)     |               |                                        |             |               |                                      |           |
| 2013                                                | 프나틱        | 라우리 하포넨 (FNC Cyanide)            | Jungle      | 프나틱        | 엔리케 세데뇨 마르티네스 (FNC xPeke) | Mid       |
| 2014                                                | 프나틱        | 헨릭 한센 (FNC Froggen)                | Mid         | 얼라이언스    | 마르틴 라르손 (FNC Rekkles)          | AD        |
| 2015                                                | 프나틱        | 콘스탄티노스 초르치우 (SK FORG1VENGRE) | AD          | 프나틱        | 보라 킴 (FNC YellOwStaR)             | Support   |
| 2016                                                | G2 e스포츠    | 폴 보이어 (OG Soaz)                    | Top         | G2 e스포츠    | 예스퍼 스베닝센 (G2 Zven)            | AD        |
| 2017                                                | G2 e스포츠    | 타마스 키스 (UOL Vizicsacsi)           | Top         | G2 e스포츠    | 마틴 라르손 (FNC Rekkles)            | AD        |
| 2018                                                | 프나틱        | 마틴 라르손 (FNC Rekkles)              | AD          | 프나틱        | 라스무스 윈터 (FNC Caps)             | Mid       |
| 리그 오브 레전드 유러피언 챔피언십 (2019~2022)      |               |                                        |             |               |                                      |           |
| 2019                                                | G2 e스포츠    | 라스무스 윈터 (G2 Caps)                | Mid         | G2 e스포츠    | 마르친 얀코프스키 (G2 Jankos)        | Jungle    |
| 2020                                                | G2 e스포츠    | 마르친 얀코프스키 (G2 Jankos)          | Jungle      | G2 e스포츠    | 라스무스 윈터 (G2 Caps)              | Mid       |
| 2021                                                | 매드 라이온스 | 이르판 베르크 튀케크 (MAD Armut)       | Top         | 매드 라이온스 | 이르판 베르크 튀케크 (MAD Armut)     | Top       |
| 2022 (스프링, 서머)                                 | G2 e스포츠    | 라스무스 윈터 (G2 Caps)                | Mid         | 로그          | 마르코스 스템코프로스 (RGE Comp)     | AD        |
| 리그 오브 레전드 EMEA 챔피언십으로 개편 (2023~현재) |               |                                        |             |               |                                      |           |

### 2023~현재 시즌
| 시즌                                       | 스프링 시즌 | 스프링 시즌 | 스프링 시즌 | 스프링 시즌 | 스프링 시즌 | 스프링 시즌 | 서머 시즌 | 서머 시즌 | 서머 시즌 | 그랜드 파이널 | 그랜드 파이널 | 그랜드 파이널 |
| 시즌                                       | 우승팀      | MVP         | 포지션      | 우승팀      | MVP         | 포지션      | 우승팀    | MVP       | 포지션    | 우승팀        | MVP           | 포지션        |
| ------------------------------------------ | ----------- | ----------- | ----------- | ----------- | ----------- | ----------- | --------- | --------- | --------- | ------------- | ------------- | ------------- |
| 리그 오브 레전드 EMEA 챔피언십 (2023~현재) |             |             |             |             |             |             |           |           |           |               |               |               |
| 2023                                       | ?           |             |             | ?           |             |             | ?         |           |           | ?             |               |               |